# Taxa de exploração
Na economia marxiana, a taxa de exploração é o rácio entre o montante total do trabalho não remunerado realizado (mais-valia) e o montante total dos salários pagos (o valor da força de trabalho). A taxa de exploração é muitas vezes também chamada taxa de mais-valia.

## Significado
A taxa de valor excedente é a relação entre o valor excedente obtido a partir da exploração das horas de trabalho não remuneradas e o capital variável, ou seja, o custo real dos salários dos trabalhadores, com base no trabalho necessário. O valor excedente dado pelas horas de trabalho não remuneradas deve-se ao facto de o salário ser fixo (portanto, o custo diário do trabalhador também é fixo) enquanto o valor que é produzido é variável (com base no trabalho realizado) e é geralmente mais elevado do que o custo diário do trabalhador. Na interpretação de Marx, isto é uma delinquência.
Em símbolos, indicando com s o ensaio do valor excedente, Pv o valor excedente e v o capital variável, tem-se:
{\displaystyle \ s=Pv/v}
Marx também o indica como um ensaio de exploração, uma vez que oferece a medida como uma percentagem da exploração da força de trabalho. 

## A divergência das duas taxas
Marx não considerou a taxa de mais-valia e a taxa de exploração como necessariamente idênticas, na medida em que havia uma divergência entre a mais-valia realizada e a mais-valia produzida. Assim, a quantidade de trabalho excedente realizado pelos trabalhadores de uma empresa poderia corresponder a um valor superior ou inferior ao valor excedente efetivamente realizado como rendimento de lucro aquando da venda da produção. A implicação é que se o volume de lucro bruto estivesse relacionado com os custos salariais para estabelecer a taxa de valor excedente, isto poderia sobre avaliar ou subavaliar a taxa real de exploração de mão-de-obra. Embora este seja um ponto subtil, tem por vezes desempenhado um papel importante nas negociações de negociação salarial por parte dos sindicatos. Como exemplo extremo, os trabalhadores podem trabalhar arduamente numa empresa que, no entanto, opera com prejuízo. Com outro exemplo extremo, os trabalhadores podem trabalhar menos arduamente, sabendo que o seu produto venderá facilmente num mercado de vendedores a preços fortemente inflacionados, produzindo lucros desproporcionados em relação à mão-de-obra. A divergência entre o valor excedente realizado e o valor excedente produzido torna-se ainda mais acentuada se o valor excedente for visto em termos de rendimentos líquidos das classes sociais, ou seja, rendimentos líquidos do trabalho e rendimentos líquidos de propriedade. Marx identificou cinco fórmulas diferentes para a taxa de mais-valia (ver mais-valia).